# Microcercus nanus
Microcercus nanus är en kräftdjursart som först beskrevs av Gustav Budde-Lund 1898.  Microcercus nanus ingår i släktet Microcercus och familjen Eubelidae. Inga underarter finns listade i Catalogue of Life.